# Benito Pérez Galdós
Benito Pérez Galdós (født 10. maj 1843, død 4. januar 1920) var en spansk forfatter. Han skrev både romaner, skuespil og digte; men hans navn er først og fremmest knyttet til ét værk: romanserien Episodios Nacionales.